# François Vallée
François Vallée o Frañsez Vallee en bretón (1860-1949) fue un escritor y lingüista francés en lengua bretona.
Fue profesor en Saint-Brieuc y tuvo como alumno a Taldir Jaffrenou. En agosto de 1898 participó en Montroulez en la creación de la Sociedad Nacional de Bretaña, presidida por Anatole Le Braz. Él será jefe de la sección de lengua y literatura bretonas, con François Taldir-Jaffrenou como secretario. En 1911 se pasaría al nuevo grupo Unión Regionalista Bretona.
En 1908, François Vallée y Émile Ernault crearon el Emglev ar Skrivagnerien (Entente de los escritores bretones) que propuso una ortografía común a partir del dialecto de Bro-Leon, mejorando la propuesta de Jean-François-Marie Le Gonidec. La mayoría de los escritores decidieron que se denominara KLT en referencia a los dialectos de Bro Kernev, Bro Leon y Bro Dreger), pero careció un acuerdo con los escritores de Bro Gwened, que continuaron escribiendo a su manera. Más tarde, con Meven Mordiern, se dedicó ala búsqueda de neologismos con raíz bretona para modernizar la lengua.
Su obra más importante fue el Grand dictionnaire français-breton, con ayuda de René Le Roux (Meven Mordiern) y Émile Ernault, publicado en 1931. También dirigió el semanario Kroaz ar Vretoned de inspiración cristiana publicada a finales de la Primera Guerra Mundial. También fue miembro del Gorsedd de Bretaña y secretario de la Académie bretonne.

## Obra
- Sketla Segobrani. 3 levr moulet e ti Rene Prud'homme. Saint-Brieuc, 1923, 3 vol., con René Le Roux y Emile Ernault, ilustraciones de James Bouillé)
- La langue bretonne en 40 leçons, diversas ediciones entre 1909 y 1944.
- Grand dictionnaire français-breton, en 1931
- Supplément au Grand dictionnaire français-breton, 1948
- Mots Français et bretons classés d'après le sens - Geriou Gallek Ha brezonek, reizet dioc'h ar ster - 2 vol., T. II, con Notes sur l'histoire de la philosophie Carhaix, Ed. Armorica - 1936 & 1937
- Notennou Diwar-Benn ar Gelted Koz - O Istor hag o Sevenadur Paris, ed. de Bretagne - 1946, con René Le Roux

- Datos: Q3085973
- Multimedia: François Vallée / Q3085973